# XxxHOLiC
xxxHOLiC è un manga seinen creato dal gruppo di autrici CLAMP, pubblicato dal 2003 al 2011 sulla rivista Young Magazine e successivamente su Bessatsu Shōnen Magazine, entrambe edite da Kōdansha, e raccolto in 19 tankōbon. In Italia il manga è pubblicato dalla Star Comics a cadenza trimestrale a partire dal 2007.
Il manga è stato adattato in una serie televisiva anime trasmessa dal 2006, tre serie OAV pubblicate tra il 2009 e il 2011, e un dorama del 2013. Inoltre sono stati prodotti un film cinematografico nel 2005 e una light novel nel 2006, entrambi ispirati alla serie. Dal 2013 viene pubblicato un seguito del manga, xxxHOLiC: Rei su Young Magazine, pubblicato in Italia dalla Star Comics a partire dal 2014.
La serie è stata pubblicata contemporaneamente a Tsubasa RESERVoir CHRoNiCLE, altro manga delle CLAMP, le cui storie sono profondamente connesse.

## Trama
Kimihiro Watanuki è un ragazzo perseguitato da mostri (妖怪?, yōkai) e spiriti sovrannaturali, attratti misteriosamente da lui. Le creature sono invisibili agli occhi di tutti tranne che ai suoi, cosa che costituisce un ulteriore peso da sopportare per il ragazzo. Quando per caso incappa in un negozio in grado di realizzare i desideri, la sua vita cambia radicalmente. Dentro al negozio incontra la bella Yuko Ichihara, una strega dai molti nomi e con una certa fama nel mondo del sovrannaturale. La donna va subito al sodo: per esaudire il desiderio di Watanuki di liberarsi della sua capacità di vedere gli spiriti, un prezzo equo deve essere pagato. Yuko scopre che il ragazzo è un grande lavoratore molto abile nei lavori manuali, e alla fine Watanuki si ritroverà a pulire la casa e svolgere strani compiti per la strega fino a che non avrà lavorato abbastanza perché i suoi desideri vengano avverati. Dopo aver cominciato il suo nuovo lavoro, nuovi personaggi verranno coinvolti sempre più spesso nella vita di Watanuki, inclusi la ragazza per cui ha una cotta, Himawari Kunogi, e il suo "rivale", Shizuka Domeki. Il trio diventerà sempre più unito, nonostante le frequenti sfuriate di Watanuki contro Domeki.
Nella seconda parte del manga e nel seguito xxxHOLiC: Rei, Watanuki diventa il nuovo proprietario del negozio di Yuko e tocca a lui esaudire i desideri dei clienti che cercano il suo aiuto.

## Personaggi
Kimihiro Watanuki (四月一日君尋?, Watanuki Kimihiro)
Doppiatore: Jun Fukuyama
È il tipico studente delle superiori che vive da solo. Watanuki, chiamato secondo il cognome, è un ragazzo molto generoso e riflessivo, e viene attratto nel negozio di Yuko da una forza misteriosa, e finisce per lavorare da lei. Il suo desiderio è quello di perdere l'abilità di vedere gli spiriti, e Yuko si impegna a realizzarlo in cambio di un aiuto di Watanuki per quanto riguarda suo negozio. I suoi compagni di scuola sembrano essere solamente Domeki e Himawari, e Yuko lo prende spesso in giro a causa della sua impopolarità.
Il suo compleanno è il 1º aprile, lo stesso giorno di Sakura di Card Captor Sakura. Nella stessa data compiono gli anni anche Shaoran e Sakura di Tsubasa RESERVoir CHRoNiCLE. Seishiro Sakurazuka di Tokyo Babylon usa il 1º aprile come falsa data di nascita. Watanuki, inoltre, significa letteralmente "primo giorno di aprile".
Yuko Ichihara (壱原侑子?, Ichihara Yūko)
Doppiatore: Sayaka Ōhara
Yuko è la strega dimensionale, che ha il potere di esprimere i desideri delle persone e anche di spedire qualcuno in universi paralleli. Ogni desiderio deve però essere ricompensato con un pagamento uguale al servizio, né più né meno. Yuko conosce molte persone in molti mondi, compreso il mago Clow Reed che appare in Card Captor Sakura, con cui ha creato i due Mokona Modoki basandosi su uno di un altro mondo. Tende ad essere estremamente infantile, ma quando la situazione lo richiede, è molto seria.
Shizuka Domeki (百目鬼静?, Dōmeki Shizuka)
Doppiatore: Kazuya Nakai
Domeki è un compagno di scuola di Watanuki, e fa parte del club di tiro con l'arco della scuola, partecipando spesso ad alcune competizioni. Vive nel tempio di suo nonno, e proprio da quest'ultimo ha acquisito l'abilità di scacciare ed esorcizzare gli spiriti. Non va molto d'accordo con Watanuki.
Himawari Kunogi (九軒ひまわり?, Kunogi Himawari)
Doppiatore: Shizuka Itō
Himawari è la ragazza di cui Watanuki è innamorato. È molto gentile e sorridente, ma inavvertitamente porta sfortuna a chiunque le si avvicina, tranne i suoi genitori.
Mokona Modoki (モコナ＝モドキ?)
Doppiatore: Mika Kikuchi
Piccole creature, simili a strane palle di pelo dalle lunghe orecchie. Ce ne sono due, una bianca (femmina) e una nera (maschio); entrambe portano un curioso orecchino (Mokona bianca uno rosso, Mokona nero uno blu). Sono creaturine buffe e piuttosto vivaci, in particolare Mokona nero, che si dimostra a volte dispettoso e impertinente nei confronti di Watanuki (si diverte molto a dargli ordini). Mentre Mokona bianca è con Sakura & Co., Mokona nero resta con Yuko e Watanuki. Hanno poteri magici, e tengono gli occhi chiusi. Solo Mokona nero ha aperto gli occhi, una volta. Inoltre, entrambi possiedono un nome segreto, mentre quello di Mokona bianca è Soel, quello della nera è Larg.
Marudashi (マルダシ?) e Morodashi (モロダシ?)
Doppiatori: Kazuko Kojima e Hisayo Mochizuki
Maru e Moro sono due ragazzine senz'anima, al servizio di Yuko. Essendo prive di spirito, non possono uscire dalla casa di Yuko. Ripetono molto spesso le stesse frasi all'unisono, oppure tendono a ripetere alcune parole appena dette da altri personaggi. Si muovono anche allo stesso modo.

## Sviluppo

### Concezione
xxxHOLiC nacque con l'idea di sviluppare due serie connesse fra loro, i cui due protagonisti, seppure differenti nell'aspetto e nella personalità, alla fine si sarebbero rivelati la stessa persona. Per bilanciare l'ambientazione high fantasy della serie gemella Tsubasa RESERVoir CHRoNiCLE, le CLAMP optarono per un'ambientazione realistica ambientata nel mondo contemporaneo. Il primo personaggio sviluppo fu Yuko Ichihara, la Strega dimensionale, che avrebbe collegato le due trame. Ōkawa inizialmente espresse preoccupazione per il carico di lavoro settimanale che sarebbe ricaduto sul gruppo, ma nonostante ciò decise di sviluppare il progetto, cercando però di mantenere i due manga indipendenti e di non inserire troppi riferimenti fra le due serie.
Il nome inizialmente proposto fu Addicted ("assuefatto"), ma fu in seguito cambiato in Holic. Gli xxx iniziali del titolo indicano in giapponese un equivalente dei "..." occidentali, ciò uno spazio vuoto da riempire, mentre -holic in inglese è un suffisso che indica dipendenza da o la mania per qualcosa (workaholic, alcoholic ecc.). Il titolo giapponese dell'opera è xxxHOLiC, scritto in caratteri latini, anche se a volte viene scritto XXXHOLiC oppure ×××HOLiC. Tuttavia, per facilitare la lettura, nelle edizioni originali è spesso sottotitolato ホリック (Horikku), che rappresenta la pronuncia in lingua giapponese (i tre xxx non vengono letti).

### Pubblicazione
L'idea originale era quella di pubblicare xxxHOLiC sul Young Magazine, magazine settimanale, una volta finita la serializzazione di Chobits, ma alla fine decisero di pubblicare anche Tsubasa settimanalmente per intrecciare ulteriormente le storie. Nell'aprile 2010, le CLAMP affermarono che xxxHOLiC stata occupando molto del loro tempo, creando ritardi in altre loro opere. Quando la serializzazione del manga fu completata, affermarono che xxxHOLiC era giù finito con il volume 15, e i volumi successivi, intitolati xxxHOLiC: Rō, rappresentavano ormai una storia a parte. Il finale dell'intera serie, in cui Watanuki decide di rimanere nel negozio di Yuko per sempre, anche se poteva sembrare malinconico per i lettori era volto alla felicità del protagonista; le CLAMP affermarono di essere contente per le reazioni dei lettori.

### Stile e temi

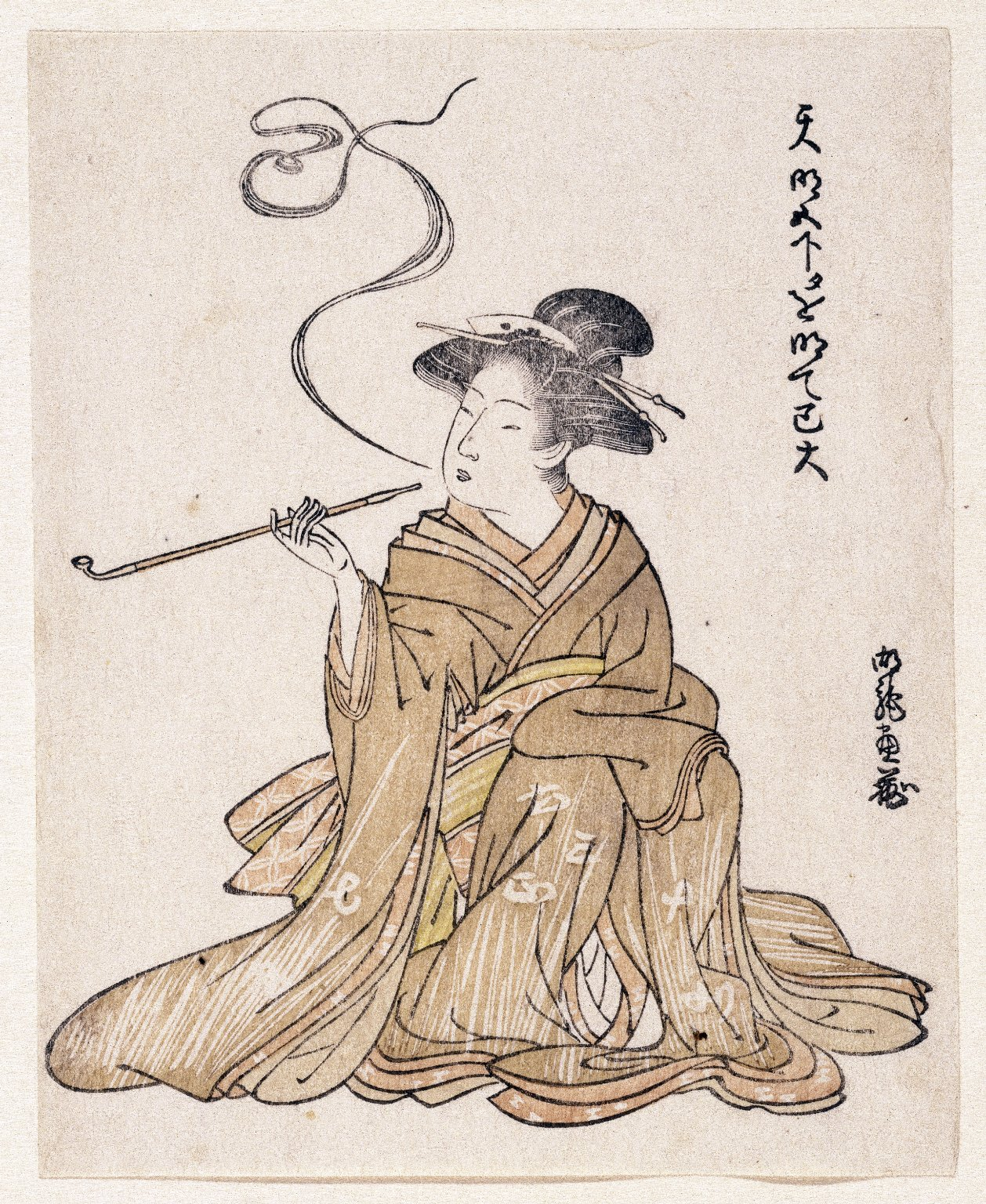
Stampa giapponese di donna che fuma un kiseru lungo, pipa usata da Yuko e in seguito da Watanuki dopo aver preso il suo posto come proprietario del negozio

La sceneggiatura della serie è stata scritta dai Nanase Ōkawa, mentre i disegni erano compito di Tsubaki Nekoi, con l'aiuto di Mokona, a cui erano affidati i personaggi femminili, e di Satsuki Igarashi, che si occupava dei personaggi maschili e delle creature magiche. Similmente a Tokyo Babylon, il tema principale è l'esplorazione delle patologie sociali più comuni, ma con un tono più esoterico. Lo stile del manga è stato influenzato dallo stile ukiyo-e, tradizionali stampe xilografiche giapponesi, e dalle illustrazioni di Alphonse Mucha, di cui Mokona è una fan, visibile soprattutto nelle copertine dei tankōbon, la cui base è color oro o argento con altri colori posti sopra. Nella serie decisero di utilizzare temi e motivi ricorrenti nella tradizione giapponese e cinese, e di evitare l'utilizzo di sfumature del grigio ed optare per il contrasto bianco e nero.
La tematica principale della serie sono le dipendenze sviluppate a partire dalle abitudini quotidiane, riscritte da un punto di vista soprannaturale per creare un parallelo con la società moderna. Per esempio, lo sconforto e l'oppressione che prova Watanuki quando è perseguitato dagli spiriti può essere interpretato come la sensazione di paura che una persona prova quando crede di essere seguita, mentre il vizio di mentire di una cliente del negozio di Yuko finisce con uccidere la ragazza, in quanto le bugie tendono a portare sfortuna. La risoluzione di questi casi porta Watanuki a dover combattere con dilemmi morali, esaminando ulteriormente gli aspetti controversi della società attuale.
Elemento ricorrente del manga sono il concetto di hitsuzen (必然? lett. "inevitabile"), secondo cui alcuni eventi sono predeterminati perché collegati a qualche schema, e quindi inevitabili. L'importanza del significato delle parole, dei nomi propri e della data di nascita diventa un altro punto chiave: è possibile sapere qualsiasi cosa su una persona tramite la sua data di nascita e controllare il suo destino tramite il suo nome; questo elemento è già apparso in precedenza in Tokyo Babylon, dove Subaru Sumeragi compie un errore simile rivelando la sua vera data di nascita a Seishirō Sakurazuka. La perdita dell'occhio destro è un altro elemento che compare in diverse opere, il quale simboleggia quanto può essere traumatica un'esperienza, anche se solitamente a tale perdita si bilancia il guadagno di qualche altre potere. Nella storia, Watanuki perde la vista all'occhio destro, ma in seguito Domeki dona metà della sua vista al ragazzo.

## Media

### Manga

#### xxxHOLiC
xxxHOLiC è stato inizialmente serializzato in Giappone sulla rivista Young Magazine, pubblicata dalla Kōdansha e indicata ad un pubblico seinen, dal 2003 fino al marzo 2010; nel giugno 2010 è stato spostato sulla rivista Bessatsu Shōnen Magazine, della stessa casa editrice ma di genere shōnen, per concludere la pubblicazione il 9 febbraio 2011. Sempre nel giugno 2010, è stato pubblicato uno one-shot, crossover tra xxxHOLiC e Tsubasa RESERVoir CHRoNiCLE sulla rivista Weekly Shōnen Magazine. A partire dal capitolo 186 (e dal sedicesimo volume), il manga ha preso il nome di xxxHolic Rō (×××HOLiC～籠～? let. "xxxHOLiC: Gabbia"), anche se la numerazione dei capitoli non venne azzerata. Il nuovo sottotitolo rappresenta l'inizio di un nuovo arco narrativo, in cui Watanuki è il nuovo proprietario del negozio di Yuko.
I 213 capitoli sono stati raccolti e pubblicati in formato tankōbon sempre dalla Kōdansha. Il primo volume è stato pubblicato in Giappone il 25 luglio 2003, mentre il diciannovesimo e ultimo il 9 marzo 2011.
In Italia il manga è stato pubblicato dalla Star Comics sulla testata Fan a partire dal 6 febbraio 2007, concludendosi il 7 luglio 2011 con il diciannovesimo volume, mantenendo il nome invariato per l'intera serie.

##### Volumi
| Nº | Data di prima pubblicazione | Data di prima pubblicazione | Data di prima pubblicazione |
| Nº | Giapponese                  | Giapponese                  | Italiano                    |
| -- | --------------------------- | --------------------------- | --------------------------- |
| 1  | 25 luglio 2003              | ISBN 978-4-06-334752-4      | 6 febbraio 2007             |
| 2  | 17 ottobre 2003             | ISBN 978-4-06-334790-6      | 7 maggio 2007               |
| 3  | 17 febbraio 2004            | ISBN 978-4-06-334841-5      | 7 agosto 2007               |
| 4  | 17 giugno 2004              | ISBN 978-4-06-334881-1      | 7 novembre 2007             |
| 5  | 17 novembre 2004            | ISBN 978-4-06-334941-2      | 7 febbraio 2008             |
| 6  | 17 maggio 2005              | ISBN 978-4-06-372015-0      | 7 maggio 2008               |
| 7  | 17 ottobre 2005             | ISBN 978-4-06-372081-5      | 11 agosto 2008              |
| 8  | 16 febbraio 2006            | ISBN 978-4-06-372128-7      | 10 novembre 2008            |
| 9  | 14 luglio 2006              | ISBN 978-4-06-372168-3      | 9 febbraio 2009             |
| 10 | 17 novembre 2006            | ISBN 978-4-06-372227-7      | 11 maggio 2009              |
| 11 | 17 maggio 2007              | ISBN 978-4-06-372282-6      | 12 agosto 2009              |
| 12 | 17 ottobre 2007             | ISBN 978-4-06-372364-9      | 11 novembre 2009            |
| 13 | 23 giugno 2008              | ISBN 978-4-06-375510-7      | 10 febbraio 2010            |
| 14 | 17 febbraio 2009            | ISBN 978-4-06-375656-2      | 12 maggio 2010              |
| 15 | 23 giugno 2009              | ISBN 978-4-06-375733-0      | 8 luglio 2010               |
| 16 | 12 dicembre 2009            | ISBN 978-4-06-375851-1      | 9 settembre 2010            |
| 17 | 23 aprile 2010              | ISBN 978-4-06-375906-8      | 10 novembre 2010            |
| 18 | 15 novembre 2010            | ISBN 978-4-06-375979-2      | 9 marzo 2011                |
| 19 | 9 marzo 2011                | ISBN 978-4-06-376039-2      | 7 luglio 2011               |

#### xxxHOLiC: Rei

Copertina del primo volume dell'edizione italiana di xxxHOLiC: Rei

Un seguito del manga, intitolato xxxHOLiC: Rei (xxxHOLiC -戻-? lett. "Ritorno"), fu annunciato al CLAMP Festival del 2012, evento organizzato per promuovere le autrici. La serializzazione sulla rivista Young Magazine era programmata per il febbraio 2013, ma slittò nel marzo 2013. Il primo volume è stato pubblicato il 23 ottobre 2013.
In Italia il fumetto è stato curato sempre dalla Star Comics, con la pubblicazione del primo volume il 9 ottobre 2014 sulla testata Express.

##### Volumi
| Nº | Data di prima pubblicazione | Data di prima pubblicazione | Data di prima pubblicazione | Data di prima pubblicazione |
| Nº | Giapponese                  | Giapponese                  | Italiano                    | Italiano                    |
| -- | --------------------------- | --------------------------- | --------------------------- | --------------------------- |
| 1  | 23 ottobre 2013             | ISBN 978-4-06-376897-8      | 9 ottobre 2014              | ISBN 978-88-6920-072-4      |
| 2  | 23 aprile 2014              | ISBN 978-4-06-376966-1      | 11 dicembre 2014            | ISBN 978-88-6920-144-8      |
| 3  | 20 agosto 2014              | ISBN 978-4-06-377047-6      | 7 maggio 2015               | ISBN 978-88-6920-301-5      |
| 4  | 6 ottobre 2016              | ISBN 978-4-06-393025-2      | 9 maggio 2018               | ISBN 978-88-226-1001-0      |

### Film anime
xxxHOLiC - Il film: Sogno di una notte di mezza estate (劇場版 ×××HOLiC 真夏ノ夜ノ夢?, Gekijōban ×××HOLiC - Manatsu no yoru no yume) è il film tratto dal manga. La sua prima proiezione risale al 20 agosto 2005, stesso giorno del film Tsubasa Chronicle il Film: La Principessa del regno delle gabbie per uccelli (劇場版 ツバサ・クロニクル 鳥カゴの国の姫君?, Gekijōban Tsubasa Kuronikuru Torikago no kuni no himegimi), film collegato con quello di xxxHOLiC.
Il film è stato candidato nella categoria lungometraggi al prestigioso Festival internazionale del film d'animazione di Annecy, insieme ad Asterix e i Vichinghi, Gin-iro no kami no Agito (銀色の髪のアギト?, Agito dai capelli d'argento), Wallace e Gromit e Renaissance, cedendo però il posto a quest'ultimo. In Italia è stato pubblicato dalla Panini Video.
La colonna sonora è Sanagi <theme from xxxHOLiC the movie> (サナギ＜theme from xxxHOLiC the movie＞? lett. "Crisalide") di Suga Shikao.

### Serie TV anime
La serie TV è stata diretta da Tsutomu Mizushima ed è composta da due stagioni. Nanase Ōkawa, coordinatrice e principale sceneggiatrice del gruppo CLAMP, è il produttore esecutivo della serie animata, che è comunque incompleta rispetto al manga a causa della decisione di rimuovere ogni collegamento con Tsubasa RESERVoir CHRoNiCLE. A volte l'anime si orienta verso strade più leggere di quelle battute dal manga: la donna con il vizio di mentire, per esempio, nell'anime riceve solo un brutto trauma, mentre nel manga viene uccisa da un incidente stradale.
La prima stagione, composta da 24 episodi, iniziò la sua programmazione sul canale TBS il 6 aprile 2006 e terminò il 28 settembre dello stesso anno. La seconda stagione, intitolata xxxHOLiC: Kei (xxxHOLiC◆継?), dove Kei significa continuo, è stata trasmessa a partire dal 2 aprile 2008, ed è composta da 13 episodi. Entrambe sono inedite in Italia.
Durante un'intervista a Tsutomu Mizushima, direttore della serie animata, Nanase Ōkawa gli chiese di prestare più attenzione alle proporzioni dei personaggi, che risultavano infatti sproporzionati fisicamente. Altri errori gli vennero fatti notare, come il colore dei capelli di Ame-warashi (che passò da rosso a blu).

#### Musica
Sigle d'apertura
- Jūkyū-sai (19才? lett. "diciannove anni") di Suga Shikao (xxxHOLiC).
- NOBODY KNOWS di Suga Shikao (xxxHOLiC: Kei).

Sigle di chiusura
- Reason (Reason?) di Fonogenico (xxxHOLiC 1~13, 24)
- Kagerō (蜉蝣-かげろう-? lett. "Effemera") di Buck-Tick (xxxHOLiC 14~23).
- Honey Honey di Seamo con Ayuse Kozue (xxxHOLiC: Kei).

### OAV

#### xxxHOLiC: Shunmuki
Un OAV intitolato xxxHOLiC: Shunmuki (×××HOLiC 春夢記? lett. "Cronache dei sogni di primavera"), composto da due episodi, è stato creato dalla Production I.G.. Il primo episodio è stato pubblicato con il 17 febbraio 2009 con il 14º volume del manga giapponese, mentre il secondo episodio il 23 giugno 2009, con il 15° volume. L'OAV è collegato a quello della serie Tsubasa, intitolato Tsubasa: Shunraiki (ツバサ春雷記? lett. "Cronache del tuono di primavera").

#### xxxHOLiC: Rō
Un secondo OAV, intitolato xxxHOLiC: Rō (×××HOLiC・籠? lett. "Gabbia"), è stato pubblicato il 23 aprile 2010 e narra le vicende successive al 16° volume del manga.
Il protagonista Kimihiro Watanuki diventa per volere della strega il nuovo proprietario del negozio ed il ragazzo accetta l'incarico immedesimandosi completamente in essa acquisendone movenze e atteggiamenti (come ad esempio il fatto che lui indossi degli abiti molto complessi nei ricami, fumare la stessa pipa di Yuko e bere il sakè ad ogni ora del giorno), ma soprattutto acquisisce una buona conoscenza del mondo dell'occulto che gli permetterà addirittura di risolvere una commissione affidatagli dal suo ex compagno di scuola, nonché amico (e nemico) di sempre Shizuka Domeki. Quest'ultimo divenuto un professore universitario di scienze folkloristiche, racconta del ritrovamento di alcune reliquie antiche all'interno di una casa e dei conseguenti turbamenti che hanno colpito i componenti della famiglia che ci abitava, in particolar modo una delle figlie, che sembra mostrare grossi segni di squilibrio. Decisiva alla risoluzione della vicenda è la sensitiva Kohane (ormai sedicenne e amica di Watanuki), che aiuterà i due protagonisti e li condurrà alla scoperta della verità celata dietro la giovane ragazza.
Anche se non viene mostrata, in questo film partecipa anche un altro personaggio chiave di xxxHOLiC: Kunogi Himawari, nonché eterno amore di Watanuki. Di questa si può soltanto ascoltarne la voce durante una telefonata alla quale risponde Doumeki e nella quale viene rivelato che questa è ormai sposata e che prima del matrimonio aveva messo al corrente il marito che ogni anno, il primo aprile, sarebbe mancata da casa tutto il giorno per celebrare il compleanno di Watanuki, fatto che dimostra che il legame tra i tre personaggi è ancora forte ed è perdurato per molto tempo.

#### xxxHOLiC: Rō adayume
Il terzo OAV, xxxHOLiC: Rō adayume (×××HOLiC・籠 あだゆめ? lett. "Gabbia - Sogno fugace"), è stato pubblicato il 9 marzo 2011 ed ha una durata complessiva di 28 minuti circa. La storia racconta di Watauki che osserva varie parti della vita di Doumeki, da quando era un bambino fino agli ultimi fatti narrati durante la serie.

### Serie TV live action

Watanuki (Shota Sometani) e Yuko (Anne Watanabe)

Un dorama live action è stato annunciato il 7 settembre 2012 ed è stato trasmetto sul canale WOWOW a partire dal 24 febbraio 2013. È la prima opera delle CLAMP ad essere trasformata in una serie televisiva non animata. Diretta da Keisuke Toyoshima, è composta da 8 episodi. La sigla iniziale è Aitai di Suga Shikao (già cantante delle sigle dell'anime) mentre quella finale è You tell me di chay.

### Light novel
xxxHOLiC: Anotherholic - Landolt-Ring Aerosol (×××HOLiC アナザーホリック ランドルト環エアロゾル?, ×××HOLiC Anazā horikku Randoruto kan Earozoru) è una light novel scritta da Nisio Isin e illustrata dalle CLAMP, pubblicata in Giappone nell'agosto 2006. La storia è ripresa vagamente dalla serie animata. La casa editrice statunitense Del Rey ha annunciato una versione in inglese per il 2008, in Italia invece è stata pubblicata dalla casa editrice GP Publishing nel giugno 2011.

### Videogiochi
xxxHOLiC ha un suo videogioco per PlayStation 2, prodotto dalla Marvelous Interactive ed uscito nei negozi giapponesi il 9 agosto 2007: il titolo è xxxHOLiC: Watanuki no izayoi sowa (xxxHOLiC 四月一日の十六夜草話?) e si tratta di un'avventura grafica in cui il giocatore impersona il ruolo di Watanuki.

### Libri illustrati
Nel 2004 è stato pubblicato dalle CLAMP Soel e Larg - Mokona=Modoki no bōken (ソエルとラーグ モコナ=モドキの冒険? lett. "Le avventure di Mokona=Modoki"), un libro illustrato per bambini che descrive le avventure di Soel e Larg, i due Mokona di Tsubasa e xxxHOLiC, dalla loro nascita al momento in cui vennero sigillati per essere consegnati rispettivamente a Shaoran e Watanuki. È scritto con uno stile molto semplice, ed è l'unica opera in cui vengono rivelati i veri nomi dei due Mokona.

## Riferimenti ad altre opere
Come in altre opere delle CLAMP, si possono leggere dei riferimenti a personaggi o a luoghi apparsi in altri manga:
- Riferimenti e apparazioni di Sakura Kinomoto, la protagonista di Card Captor Sakura; di Sumeragi Subaru, uno dei personaggi di Tokyo Babylon ed X; di Kazahaya e Rikuo, due personaggi di Lawful Drugstore.
- Il bar Duklyon, riferimento alla panetteria Duklyon di  Polizia scolastica Duklyon, Chobits e Card Captor Sakura;
- Il marchio Piffle, società di Tomoyo nel Mondo di Piffle in Tsubasa RESERVoir CHRoNiCLE, negozio di vestiti in Lawful Drugstore, società produttrice di Angelic Layer in Angelic Layer e bar in Mi piaci perché mi piaci;
- Il complesso di appartamenti in cui Watanuki, lo stesso di Hideki Motosuwa di Chobits e di Hanato Kobato in Kobato., anche se in quest'ultima opera ha un'altra storia ed è gestito da un'altra persona.
- Il portale tra il palo della luce e il muro, apparso in Lawful Drugstore e in Kobato., quando Ioryogi si reca, in una delle tante volte, al negozio di baumkuchen di Genko.
- Cuffie a forma di orecchie di persocom e il libro de La città deserta, entrambi oggetti di Chobits, la spada di Hikaru in Rayearth, la katana di Saya di Blood-C oppure lo scettro di Sakura in Card Captor Sakura.

## Accoglienza

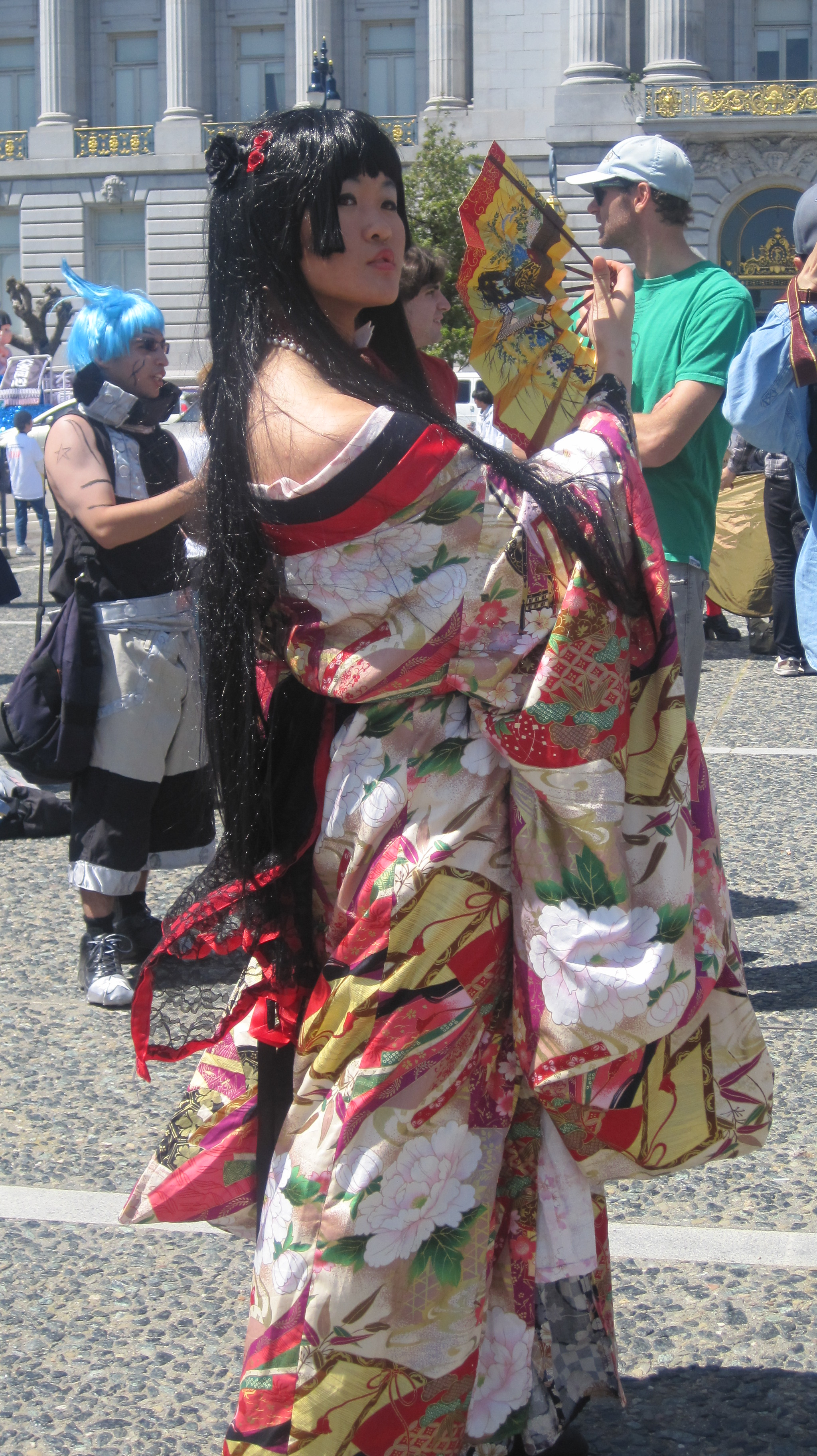
Una cosplayer di Yuko

### Vendite
Il manga ha riscosso buone vendite in Giappone, con il tredicesimo volume classificatosi 43º sui 50 volumi più venduti in Giappone nel 2008. Nell'aprile 2014, la Kōdansha ha annunciato che il manga ha venduto 12.7 milioni di volumi. Anche nel Nordamerica le vendite sono state cospicue: il primo volume è stato il sesto manga più venduto nella prima settimana della pubblicazione secondo il Nielsen Bookscan; anche il tredicesimo volume è stato il sesto più venduto secondo la classifica di manga più venduti del New York Times. xxxHOLiC, sempre secondo il New York Times, è stata la sesta serie manga più venduta negli Stati Uniti nel 2009. Negli "Best Manga Awards For 2005" della Mania Entertainment, xxxHOLiC ha vinto nella categoria "Best Mature".

### Critica
La serie manga è stata ben accolta da diverse pubblicazioni del settore. Megan Lavey di Mania Entertainment ha ammirato l'attenzione per la psicologia dei personaggi, ma anche per la comicità; inoltre la connessione con Tsubasa è stata definita accattivante, grazie alla possibilità di rappresentare gli stessi eventi da più punti di vista, convincendo i lettori a leggere entrambe le serie. Michael Aronson di Manga Life ha affermato che la serie ha del potenziale grazie alla sua natura episodica e ai suoi personaggi "coinvolgenti", anche se Dan Polley, sempre di Manga Life, ha definito Watanuki come un personaggio "un po' debole per essere protagonista". Al contrario Matthew Alexander di Mania Entertainment ha affermato che il personaggio di Watanuki è stato sviluppato molto bene durante la serie, risultando più interessante negli ultimi volumi. Joy Kin, un altro scrittore di Manga Life, ha lodato le interazioni di Watanuki con gli altri personaggi, che hanno reso la trama più ricca di significato. Carlo Santos di Anime News Network ha notato come gli ultimi volumi della serie "superarono l'elevato standard creato dai precedenti grazie all'inclusione del mondo dei sogni", rispetto all'attenzione del mondo degli spiriti e le interazioni con essi dei primi volumi. Active Anime ha affermato che la tensione emotiva e la connessione con Tsubasa sono le ragioni principali per cui vale la pena leggere la serie. Per Matthew Alexander l'inclusione di alcuni elementi di Tsubasa in xxxHOLiC è stata ben pensata, anche non avendo mai letto Tsubasa, mentre Santos ha trovato i collegamenti con Tsubasa poco chiari per chi legge solamente xxxHOLiC.
Riguardo agli eventi della seconda parte del manga, dal quindicesimo volume in poi, Holly Ellingwood di Active Anime li ha trovati "tragici, stimolanti, meravigliosamente e incredibilmente tristi", apprezzando il modo in cui il fato di Yuko è stato rivelato e chiedendosi come andrà a finire. Carlo Santos ha affermato che anche se la serie ha perso la sua "stella principale", Yuko, il manga non ha perso di interesse grazie al nuovo ruolo di Watanuki, e il sedicesimo volume è servito come "una prova per riprendersi dopo una terribile perdita, diventando una fonte di ispirazione". Matthew Alexander da Mania è stato più critico riguardo alla seconda parte del manga, definendo la sparizione d Yuko come "un evento molto deprimente" e l'assenza di comicità come significativa. Inoltre la scomparsa di Yuko non è mai stata spiegata nel manga ma solamente per i lettori di Tsubasa.
Lo stile dei disegni è stato lodato grazie ai suoi "impressionanti motivi e fantasie trasformati in immagini", ad alcuni tratti tipici delle CLAMP, e per essere allo stesso tempo "indimenticabili ed evocativi". D'altra parte, lo stile è stato criticato per essere "meno completo rispetto a quello di Tsubasa" a causa della mancanza di sfondi, anche se ciò è colmato dalla stile dell'impaginazione.
La serie televisiva ha ricevuto critiche contrastanti, lodando la fedeltà dell'adattamento della prima stagione ma trovando le proporzioni dei personaggi fuori dalla norma. Holly Ellingwood di Active Anime ha definito la serie "una delle più ingegnose" grazie alla combinazione tra gli elementi soprannaturali e quelli comici. Riguardo alla qualità dell'animazione, Ellingwood ha trovato le proporzioni dei personaggi distintive e comiche. Todd Douglass Jr. di DVD Talk ha lodato le tematiche trattate della serie e lo sviluppo dei personaggi, anche se ha criticato la natura autoconclusiva degli episodi. Jeff Harris di IGN ha definito l'inizio della serie "tollerabile", preoccupandosi che i fan di serie d'azione la potrebbero trovare poco interessante, anche se mostra del potenziale. Ha inoltre criticato le animazioni della serie, la mancanza di fluidità e l'assenza di sfondi complessi, chiedendosi se fosse una scelta artistica o un modo per attutire i costi delle animazioni. Anche Chris Beveridge di Mania ha criticato le animazioni, trovando però lo stile molto accattivante. Riguardo alla natura episodica, Beveridge ha apprezzato l'abilità di bilanciare le parti più spensierate con quelle pesanti delle storie narrate.